# Amalie Müller
Amalie Müller (2 juni 1868 – 21 september 1913) was een Noors pianiste.

## Biografie
Harriet Amalie Müller werd geboren binnen het gezin van schoolrector Carl Arnoldus Müller (1818-1893) en Arnoldine von Westen Sylow Kjeldsberg (1824-1898). Ze huwde in 1904 met componist Hjalmar Borgstrøm en in de moeder van Carl Hjalmar Borgstrøm.
Haar muzikale opleiding kreeg Müller van Erika Nissen in Noorwegen en Gustav Hollaender van Stern'sches Konservatorium in Berlijn. Vanaf 1890 gaf ze al lessen. 

## Enkele concerten
- Februari 1895: liefdadigheidsconcert met Hildur Hvistendal (piano vierhandig)
- 2 november 1897: concert onder de vlag van Kirsten Nicolaisen met ook Laura Holtzmark en Gustav Lange
- 23 februari 1901: Nationaltheatret onder leiding van Johan Halvorsen met Pianoconcert nr. 4 van Camille Saint-Saëns
- 28 november 1903: een concert waarbij ze Hamlet van haar aanstaande man speelde
- 4 december 1906: een concert samen met Gustav Lange waarbij ze de Sonate voor viool en piano van haar man speelde.